# Diploglottis bracteata
Diploglottis bracteata är en kinesträdsväxtart som beskrevs av P.W. Leenhouts. Diploglottis bracteata ingår i släktet Diploglottis och familjen kinesträdsväxter. Inga underarter finns listade i Catalogue of Life.